# فرودگاه آکسبو، اورگن
 فرودگاه آکسبو، اورگن (به انگلیسی: Oxbow Airport (Oregon)) یک فرودگاه خصوصی است که یک باند فرود آسفالت دارد و طول باند آن ۸۸۳ متر است. این فرودگاه در کشور ایالات متحده آمریکا قرار دارد و در ارتفاع ۵۵۰ متری از سطح دریا واقع شده است.